# Cigalon (film)
Pour plus de détails, voir Fiche technique et Distribution.
Cigalon est un film français réalisé par Marcel Pagnol, sorti en 1935.

## Synopsis
Cigalon est le propriétaire d'un restaurant dans un petit village de Provence. Depuis des années, il refuse catégoriquement de servir les clients. Mais lorsque l'ancienne blanchisseuse de l'hôtel où il officiait, Virginie Toffi, vient lui annoncer qu'elle va ouvrir un restaurant concurrent dans son village avec son neveu Vergile, il est piqué au vif. Dans un premier temps, il tente de régler le problème en offrant à Virginie de l'épouser, mais celle-ci refuse catégoriquement. Dès lors, la guerre est déclarée. Quand un client élégant vient s'attabler dans son restaurant, Cigalon se met en quatre pour le satisfaire et l'appelle « Monsieur le comte ». Il ignore qu'il a affaire à un individu louche, recherché par des gangsters, qui a décidé de commettre le délit de grivèlerie pour se mettre à l'abri pendant quelques semaines en prison. Mais quand les gendarmes viennent arrêter le client indélicat, Cigalon se ravise, et refuse de porter plainte afin de ne pas perdre la face dans son village. Finalement, tout rentrera dans l'ordre car Virginie acceptera d'épouser Cigalon.

## Fiche technique
- Réalisation : Marcel Pagnol
- Scénario : Marcel Pagnol
- Dialogues : Marcel Pagnol
- Musique : Vincent Scotto
- Montage : Suzanne de Troye, assistée de Jeannette Ginestet
- Format :  Son mono - Noir et blanc - 1,37:1
- Société de production : Les Films Marcel Pagnol
- Pays d'origine :  France
- Genre : Comédie
- Durée : 73 minutes
- Date de sortie : 11 décembre 1935 en France

## Distribution
- Arnaudy : Cigalon
- Henri Poupon : M. le Comte
- Alida Rouffe : Sidonie, sœur de Cigalon
- Marguerite Chabert : Mme Virginie Toffi
- Jean Castan : Vergile, neveu de madame Toffi
- Charles Blavette : le gendarme
- Fernand Bruno : Chalumeau
- Léon Brouzet : Ludovic
- André Pollack : le brigadier
- André Robert : l'instituteur
- Albert Spanna : le chauffeur
- Renée Champfleury : Adèle
- Marthe Rougier : la tante
- Suzanne de Troye
- Charles Pons

## Adaptations
- Une reprise en téléfilm, Le Cigalon, sera réalisée en 1975 par Georges Folgoas avec entre autres Michel Galabru et Roger Carel.
- Une pièce sera tirée du film[2].